# ストリートファイター ザ・レジェンド・オブ・チュンリー
『ストリートファイター ザ・レジェンド・オブ・チュンリー』（Street Fighter: The Legend of Chun-Li）は、2009年の格闘映画。監督はアンジェイ・バートコウィアク。カプコンの対戦型格闘ゲームストリートファイターシリーズのキャラクター、春麗（チュンリー）を主人公とした映画。アメリカでは2009年2月27日に公開され、日本では2009年2月28日に公開された。

## ストーリー
厳格ながらも優しい父・シアンと美しい母・ジーンに見守られて幸せに育った春麗。しかし、その生活はある夜屋敷を訪れた謎の男ベガとその部下バイソンのシアン誘拐によって崩れ去ってしまう。その後美しく成長した春麗は幼いころからの夢だった世界的なピアニストとなり、病に伏した母を支えながら暮らしていた。ある日公演を終えた彼女の元に謎の絵巻物が届けられる。春麗はその絵巻物に心惹かれ、解読を試みようと古本屋へ持ち込んだ。古本屋の女主人は絵巻物を見て「バンコクへ行き、ゲンという男を捜せ。そのためには今の生活すべてを捨てなければならない」と語るのだった。
愛する母の死去を契機に香港の屋敷と家族も同然だった使用人たちと別れ、一人バンコクに向かった春麗。それまでの自分のすべてを捨て去るため、貧民街のストリートに寝泊りして屋台などで施しを受けながらゲンを探す日々を送るが、行方は掴めず肉体的にも精神的にも疲弊していく。そんななかチンピラたちが老人を襲うところを目撃した春麗は父から習い教わった中国拳法でチンピラたちを叩きのめすが、直後に疲労のピークへと達して倒れてしまう。
春麗が目を覚ました時、一人の男が声をかける。彼こそが春麗の捜していたゲンだった。彼はかつてはベガの親友として多くの悪事をはたらいたが悪に染まる事を嫌ってベガと袂を分かち、弱者のために戦う「スパイダーウェブ」を組織していた。そして以前から春麗が彼の下へと来るように導き、密かに見守っていたのである。父が生きていること、そして世界中の要人と繋がりのある身分をベガに利用されていることを知らされた春麗は父との再会に心を逸らせるが、ゲンは「まず怒りを消せ」と諭す。ベガと戦うためには余計な感情を消し、真の強さを手に入れなければならないというのだ。春麗はゲンの教えに従って心を鍛え、拳法の腕を磨いていく。
一方、投資会社という表向きの顔を持つシャドルーを完全に自らのものにすべく、屋敷に招いた世界各国の投資家＝シャドルー幹部たちを暗殺者バルログを使って殺害したベガは、続いてシアンのコネクションを駆使してバンコクの要人を脅迫、己が育った貧民街を丸ごと金で買い占め手中に収めた。この貧民街を再開発して自分が支配する犯罪都市を作り上げ、さらなる野望の足がかりにしようというのだ。さらには長年探し求めていた「ホワイト・ローズ」が見つかったことをバイソンから知らされ、至急自分の手元へと運ぶように手配させる。
秘めていた野心を現実のものとしていくベガだったが、シアンを意のままに操るために監視対象としていた春麗がバンコクに潜伏し、部下のカンタナから自分や「ホワイト・ローズ」に関する情報を聞き出したことを知る。春麗と彼女を導くゲンを危険視したベガは、バイソンにゲンのアジトを強襲させた。かろうじて難を逃れた春麗だったが、ベガの命令で彼女を抹殺すべくバルログが襲い掛かる。激闘の末バルログを返り討ちにした春麗は、ベガの影を追うインターポール捜査官のナッシュと共闘、「ホワイト・ローズ」が港へと運び込まれる機会を狙ってベガを追い詰めようとする。

## 登場人物・キャスト
春麗（チュンリー）
演 - クリスティン・クルック、日本語吹替 - 仲里依紗
本作の主人公。良家の令嬢であり、世界的に有名なピアニストだったが、ある日手に入れた絵巻物の導きでバンコクへ向かい、ベガから父を取り戻すために戦う。
シアン
演 - エドマンド・チャン、日本語吹替 - 川下大洋
春麗の父。春麗が幼い頃に誘拐され、ベガに利用されていた。後に登場する彼の墓石には「黄翔」と刻まれている（ピン音表記にするとHuáng Xiáng）。
ベガ
演 - ニール・マクドノー、日本語吹替 - 山路和弘
表向きは投資会社シャドルーの総帥。組織幹部を暗殺してのし上がる。
ゲン
演 - ロビン・ショウ、日本語吹替 - 井上和彦
弱者のために戦う正義の秘密組織「スパイダーウェブ」を率いる男性。春麗の師匠的な立場となり、彼女を導く。ゲーム版では老人だが、今作では原作よりも若い年齢設定となっている。
チャーリー・ナッシュ
演 - クリス・クライン、日本語吹替 - 腹筋善之介
インターポール所属の男性刑事。ベガを追い続けており、現地の刑事であるマヤとともにシャドルーとチュンリーの動きを探る。
マヤ・スニー
演 - ムーン・ブラッドグッド、日本語吹替 - 麻生かほ里
地元バンコク警察の女性刑事。ナッシュと共に捜査に参加する。
バルログ
演 - タブー、日本語吹替 - 千原ジュニア
ベガの下で動く、仮面と爪を付けた暗殺者。
バイソン
演 - マイケル・クラーク・ダンカン、日本語吹替 - 千原せいじ
ベガの右腕の黒人男性。
カンタナ
演 - ジョジー・ホー
ベガの配下の女性幹部。
ホワイト・ローズ
演 - エリザヴェータ・キリュクヒナ
ベガに守られる謎の少女。

## その他
- バイソン、バルログ、ベガの名前は、原作ゲーム『ストリートファイター』シリーズでは日本版と欧米版でそれぞれ名前が入れ替わっていた（ベガ (ストリートファイター)#名前を参照）。そこで本作は、アメリカ公開版と日本公開版それぞれで名前の異なる台詞が2種類撮られており、アメリカ公開版ではアメリカ版に準じた名前、日本公開版では英語の台詞も日本のゲーム版に準じた名前となっている。
- マヤはその名前こそクリムゾン・ヴァイパーの偽名と同じであるが、ヴァイパーを直接的なベースにしたキャラクターではない。これはDVDやBDに収録されたメイキングで、複数のスタッフによって明言されている。しかし演じたブラッドグッドはコスチュームやアクセサリー、ポーズなどでヴァイパーのイメージを踏襲したとメイキングで語っている。
- 映画の本編終了後には、実写映画本編には登場しない春日野さくらを主人公としたショートアニメも同時上映された。STUDIO 4℃製作、総監修・森本晃司。後に『ストリートファイターIV』公式サイトの「スペシャルトレーラー」のページでも公開された。
- 本作の初回限定版DVDには特典映像として、OVA『ストリートファイターZERO: ジェネレーションズ』が収録されている。同作は2005年にアメリカで発売されたものの日本語版であり、日本国内での販売は今回が初となる。

## original sound track
- Street Fighter:Legend of chun-Li
  - 2009年4月2日にLakeShore Recordsのレーベルより輸入盤として発売。
  - Music by： Stephen Endelman